# Ramón Aguirre Rodríguez
Ramón Aguirre Rodríguez (Madrid, 3 de març de 1953) és un polític espanyol del Partido Popular.

## Biografia
Casat i amb una filla, Aguirre va treballar com a director bancari i posteriorment com a vicesecretari general de Alianza Popular, partit que el 1989 es va unir a altres forces per formar el Partit Popular. Aquest any, Aguirre va ser escollit com a diputat de les [Corts Generals d'Espanya per la Càceres, estant reelegit el 1993, 1996 i 2000.
Al 2000 va dimitir després de ser designat president del Institut de Crèdit Oficial. Va ser diputat novament entre 2008 i 2012, aquesta vegada per Guadalajara. El gener de 2012 va abandonar el seu escó per ocupar la presidència de la Societat Estatal de Participacions Industrials. Actualment es diputat per la província de Guadalajara des del 18 de juliol de 2016, de la XII Legislatura.